# روكي دي لا فوينتي
روكي دي لا فوينتي (بالإنجليزية: Rocky De La Fuente)‏ (و. 1954 – م) هو سياسي من الولايات المتحدة الأمريكية . ولد في سان دييغو، كاليفورنيا .